# 金黄柄牛肝菌
金黄柄牛肝菌（学名：Boletus auripes），是牛肝菌科牛肝菌属下的一个种。是一种属树木外生菌根菌。暗褐色或棕褐色至橄榄褐色，菌肉黄色或粉黄色，厚，松软。夏秋季生林中地上。分布于云南等地。个体较大，菌肉厚，可收集加工食用。